# Cultura Cernavodă

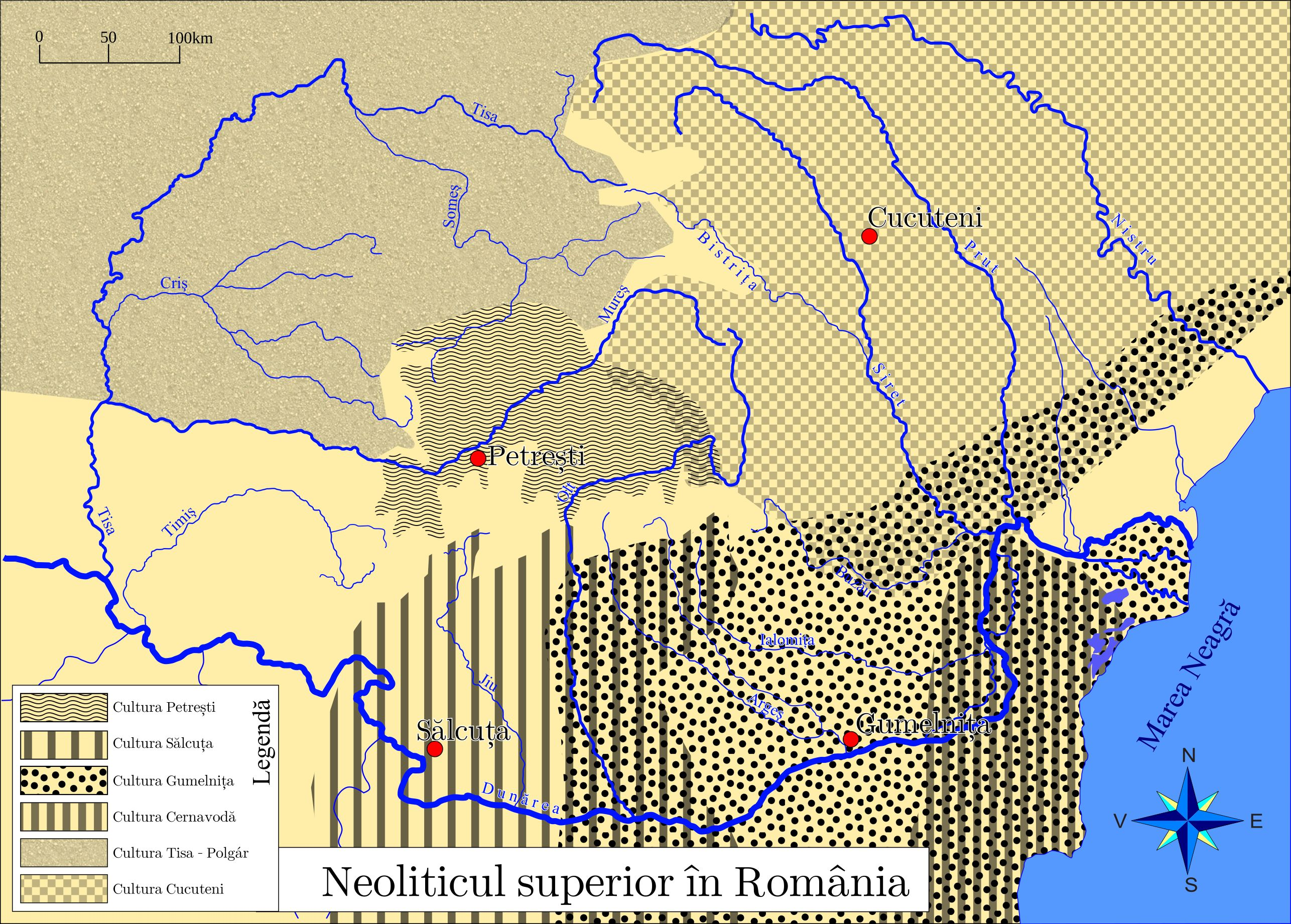
Arealul de răspândire a Culturii Cernavodă în România

Cultura Cernavodă I aparține unui grup mare cultural relativ omogene caracterizat de morminte sub tumuli, folosirea ocrului, a ceramicii șnurate și a sceptrelor din piatră. Din punct de vedere cronologic (34500 - 3000 î.HR). Cultura Cernavodă I este o cultură neolitică dar elementele sale o atașează eneoliticului. Penetrarea la Dunăre a culturii Cernavodă I pare să fi fost foarte rapidă, chiar violentă. Regiunea Dunării de jos ( unde se situează Cernavodă și Hârșova) se găsește în centrul unei zone în care se petrec migrații etnice și amestecuri culturale. Cu cât se depărtează de Dunărea de jos, cu atât elementele Cernavodă I sunt mai difuze și cu atât mai mult triburile Cernavodă I sunt mai repede asimilate. Cultura Cernavodă I a evoluat în paralel cu alte culturi eneolitice. Ea a vehiculat ''bunuri culturale'' între Troia și Carpați și a împrumutat elemente caracteristice culturii Gumelnița pe al cărei teritoriu s-a instalat la Dunărea de jos.

## Descriere
Cultura Cernavodă, datată aproximativ între anii 4000 și 3200 î.Hr., este o cultură arheologică târzie din epoca cuprului. Aceasta s-a dezvoltat de-a lungul cursului inferior al râului Bug, al Dunării, pe litoralul Mării Negre și, parțial, în regiunile interioare, corespunzând în mare parte Dobrogei, estul Munteniei și nord-estul Bulgariei. Denumirea culturii provine de la așezarea descoperită la Cernavodă, pe Dealul Sofia, pe malul drept al Dunării, al cărui nume, în limba bulgară „černa vodá” (черна водá în alfabetul chirilic), se traduce prin „apă neagră”.
	S-a teoretizat că această cultură, împreună cu Sredny Stog (rusă: Средний Стог - „morman de fân” sau „morman mijlociu”), ar fi fost sursa limbilor anatoliene și le-ar fi introdus în Anatolia prin Balcani, după ce limba anatoliană s-a separat de limba Proto-Indo-Europeană, pe care unii lingviști și arheologi o plasează în zona culturii Sredny Stog.

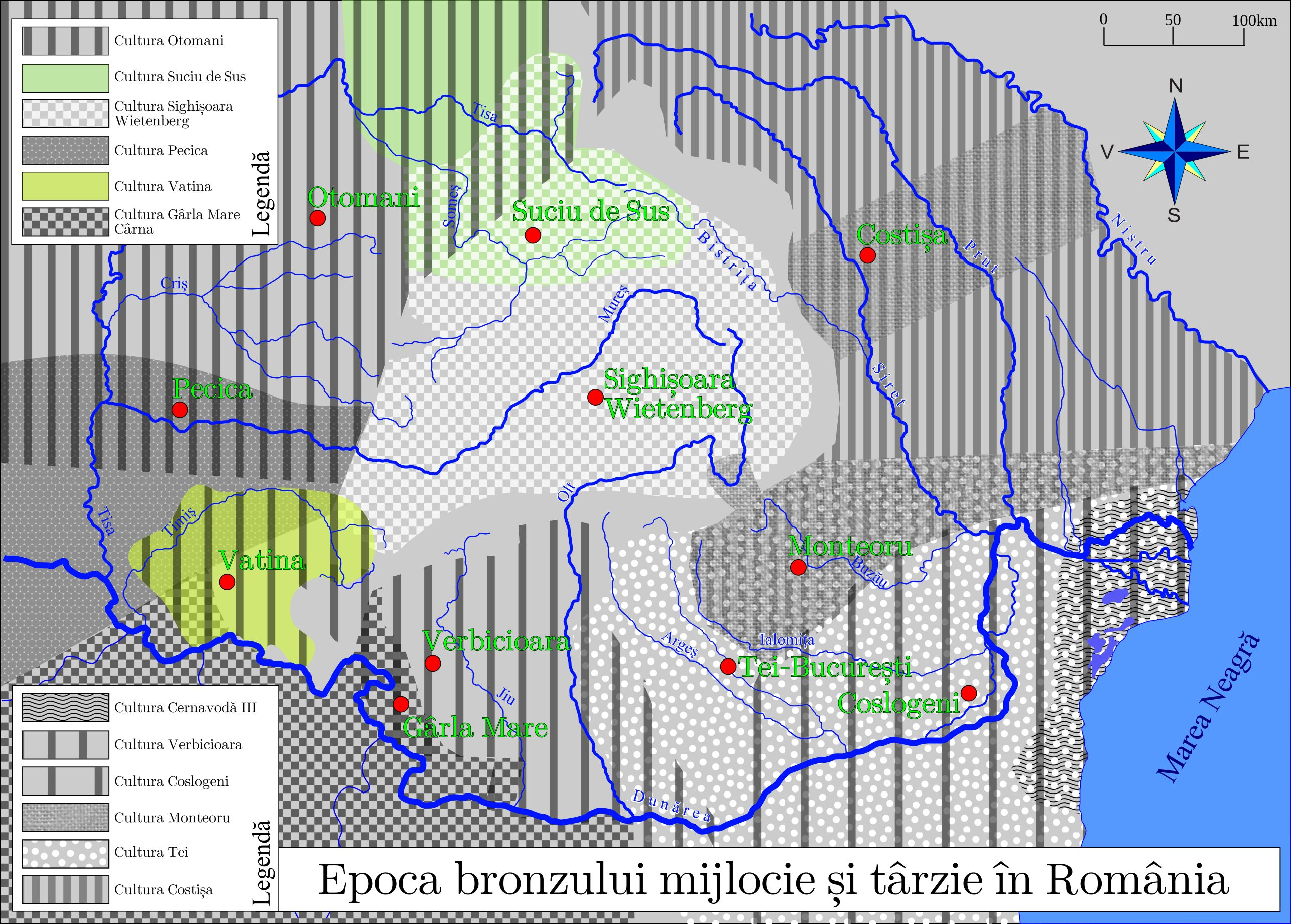
Arealul de răspândire a Culturii Cernavodă III în România

### Locuirea
Este un succesor al culturii Karanovo și al culturii Gumelnița, acoperind cam aceeași zonă ca acestea, pentru care pare să existe un orizont de distrugere evident. În unele cazuri se caracterizează prin așezări defensive în vârf de deal. Face parte din „complexul balcanico-dunărean”, care se întinde pe întreaga lungime a râului și până în nordul Germaniei, prin Elba și cultura Baden; se crede că porțiunea sa nord-estică este strămoșul culturii Usatove.

### Producția materială caracteristică
Cuprul este foarte puțin utilizat iar folosirea cochiliilor pisate de scoici incluse în pasta vaselor este foarte caracteristică pentru ceramica sa, ca și decorul șnurat și sceptrele de piatră. Ea prezintă trăsături comune cu cea întâlnită mai la est, în cultura Sredny Stog din stepa eurasiatică; mormintele prezintă de asemenea asemănări cu cele din estul îndepărtat.

### Rituri funerare
S-au descoperit morminte de inhumație sub tumuli sau în gropi plate, izolate sau grupate în necropole.